# Castilleja mcvaughii
Castilleja mcvaughii là loài thực vật có hoa thuộc họ Cỏ chổi. Loài này được N.H.Holmgren mô tả khoa học đầu tiên năm 1976.